# Südbund (Einkaufsgemeinschaft)
Die Südbund Einkaufsverband für Heimtextilien eG (eigene Schreibweise: SÜDBUND) ist eine deutsche Einkaufsgemeinschaft mit Sitz in Backnang. Als Genossenschaft ist die Südbund eG ausschließlich ihren Mitgliedern verpflichtet. Die Vertretung der Mitglieder bildet der Aufsichtsrat. Der Verband will für seine Mitgliedsbetriebe bessere Wettbewerbsbedingungen schaffen. Im Jahr 2015 zählte der Verband über 320 Mitglieder und über 200 Kunden. Partner werden können Heimtextil-Fachgeschäfte.

## Geschichte

### Gründung
Die Südbund-Genossenschaft wurde am 8. August 1932 in Stuttgart mit 14 Gründungsmitgliedern nach einer Idee von Paul Zeller gegründet. Für eine Gebühr in Höhe von 50,00 Reichsmark konnten selbstständige Handwerksmeister oder Handelsgesellschaften, die dem Dekorationsgewerbe angehörten, Mitglied werden. Paul Zeller übernahm die Aufgabe für den gemeinsamen Einkauf. Die erste Generalversammlung fand am 18. September 1933 statt.

### Zweiter Weltkrieg
Während des Zweiten Weltkriegs war es für den Südbund einerseits schwierig, an Waren zu kommen, andererseits wurden Teppiche, Textilien und Dekorationsartikel kaum benötigt. So wurde der Südbund schließlich gezwungen, seinen Betrieb einzustellen.

### Wiederaufbau
Am 6. April 1949 fand die erste Generalversammlung nach dem Krieg statt. 43 Mitglieder zählten damals zum Verbund. Die erste Messe fand im Oktober 1949 statt. Die Zentrale wurde erst nach Freiburg verlegt, dann nach Ulm, 1952 wieder zurück nach Stuttgart.
1954 wurde der neue Artikel Linoleum ins Lieferprogramm aufgenommen.
Während der Zeit des Wirtschaftswunders stiegen die Mitgliederzahlen. Zum 25-jährigen Jubiläum konnte die Einkaufsgenossenschaft das Haus, in dem sie ihren Sitz hatte, kaufen. Der Umsatz des Verbandes erreichte im Jahr 1957 eine Umsatzhöchstmarke. Ein Problem für den Verband waren hohe Außenstände.
1955 beschloss der Verband erstmals, in Werbung zu investieren, um sich als Handwerksbetriebe in der Kategorie Fachgeschäft zu präsentieren, da die Konkurrenz durch Kaufhäuser zunehmend als bedrohlich empfunden wurde.
Die finanzielle Lage der Südbund eG befand sich aufgrund des unkontrollierten Investmentbooms in einer schwierigen Lage. Die Umwandlung in eine Kapitalgesellschaft wurde erwogen. Als jedoch auf einer Geschäftsreise Kontakte zu englischen Teppichherstellern geknüpft werden konnten, die mit einem Auftrag über 20.000 DM einhergingen, war dies ein bedeutender Schritt für die Einkaufsgenossenschaft. Anfang 1963 wurde in Sechselberg bei Backnang das Anwesen Schäfer übernommen und auf die Belange der Genossenschaft umgebaut. Im Oktober desselben Jahres erfolgte der Umzug mit 30 Mitarbeitern. Die Südbund eG hieß ihr 100. Mitglied willkommen. Auch in die Werbung investierte der Verbund weiterhin. Die neue Südbund-Leuchtreklame schmückte jedes Südbund-Fachgeschäft, welches somit direkt seine Zugehörigkeit signalisieren konnte. Doch nicht jedes Geschäft konnte Mitglied werden. 1966 wurde beschlossen, dass ein Jahresumsatz von mindestens 300.000 DM und das Niveau eines Fachgeschäftes grundsätzliche Voraussetzungen für den Beitritt in die Genossenschaft waren.

### Expansion
In den 70er Jahren breitete sich die Südbund eG nach West- und Norddeutschland aus. Doch Preisverfall durch Sonderangebote und eine aggressive Preispolitik beunruhigten die Branche. Kunden konnten Teppichböden inzwischen nicht nur über die Fachgeschäfte beziehen, sondern auch über andere Vertriebswege. Die Südbund eG reagierte und gründete 1975 als neue Vertriebsschiene den Zugreif-Teppich-Markt. Um die Gemeinschaft jedoch noch mehr zu stärken, wurde der Zweig Versicherungen mit aufgenommen. Außerdem wurde die Zusammenarbeit mit branchenspezifischen Innenarchitekten und Ladenbaufirmen erweitert. Im Bereich der Werbung erarbeitete die Südbund eG ein neues Werbekonzept. Auf der Frühjahrsmesse 1972 wurde erstmals ein Verbraucherprospekt vorgestellt. Er hatte eine Auflage von 540.000 Stück. 1975 zählte die Südbund eG 280 Mitglieder.

### Umbenennung
Die Handelsmarke Südbund sollte weiter ausgebaut werden. Hierzu wurden bei der Generalversammlung am 25. Mai 1975 eine neue Mustersatzung und die Änderungen des Firmennamens in Südbund Einkaufsverband für Heimtextilien eG beschlossen. Im Zuge dessen schaffte man in den nächsten zwei Jahren neue Bedingungen für den Mitgliedsbeitritt zur Südbund eG. Mitglied werden konnten Heimtextil-Fachgeschäfte, deren Warensortiment und Dienstleistungsfunktion guten Fachgeschäften entsprachen und die einen Jahresumsatz von mindestens 500.000 DM erzielten. Neu ins Sortiment aufgenommen wurde modische Bettwäsche. 1977 brachte die Südbund eG die erste Tapetenkarte heraus. Auch der Bereich Eigenkollektion wurde verstärkt. Im Bereich der Werbung rückte der Endverbraucher in den Fokus. Den Mitgliedern standen komplette Werbemittelpakte zur Verfügung.
Im Jubiläumsjahr 1981 zählte die Südbund eG 405 Mitglieder. Die Genossenschaft entwickelte sich gut. Mit einem achtseitigen Farbprospekt startete im Jahr 1985 erstmals die Aktion Sonnenschutz. Auch den Branchenzweig Versicherungen konnte die Südbund eG weiter ausbauen. So bestanden Ende 1984 über 800 Versicherungsverträge.
Um der Konkurrenz einen Schritt voraus zu sein, veranstaltete die Südbund eG erstmals unter Beteiligung von 27 Lieferanten die Südbund-Hausmesse. Im selben Jahr präsentierte sich die Südbund eG auf der weltgrößten Messe für Heimtextilien, der Heimtextil in Frankfurt am Main. Die Messe war für die Südbund eG ein Erfolg, der zu neuen Geschäftsbeziehungen führte. 1989 wurde der Südbund-Juniorenkreis gebildet. In regelmäßigen Treffen erhielten die  Südbund-Junioren das notwendige Rüstzeug für die anstehenden Geschäftsübernahmen. Auch der Wirkungskreis des Südbundes wurde erweitert. Im April 1990 fand der Besuch einiger Gäste aus der DDR statt. Dieses erste Kennenlerntreffen war ein voller Erfolg für die Südbund eG. Erklärten doch 24 Besucher spontan ihren Beitritt zum Verband. Somit stieg die Mitgliederzahl im Jahr 1990 auf 571 an. Die Südbund eG ersetzte 1988 die Fachmarktschiene Zugreif-Markt durch zwei neue Konzeptionen. DECODOMUS und DECO-POINT hießen die neuen Fachmärkte der Südbund eG. Auch das Sortiment wurde weiter ausgebaut. Im gehobenen Bereich wurde die Eigenmarke „Novella“ entwickelt. Diese konnte nur von den Südbund-Mitglieder bezogen werden. Begonnen wurde mit Dekostoffen. Eine Neuheit im Bereich der Werbemittel war damals die Herausgabe des Kundenmagazins WOHNEN & mehr. Die Südbund eG verschaffte ihren Mitgliedern hinsichtlich der Profilierung und Darstellung der Fachkompetenz mit der Kundenzeitschrift einen Wettbewerbsvorteil.
Zu Beginn der 90er Jahre kämpfte die Heimtextilbranche mit einem Umsatzrückgang. Die Mitglieder- und Umsatzzahlen der SÜDBUNG eG stiegen jedoch. So zählte der Verband zur Jahrtausendwende 677 Mitglieder. Die Zeitschrift WOHNEN & mehr hatte sich zu einer Bestseller-Kundenzeitschrift entwickelt und auch die Südbund-Konzepte entwickelten sich erfolgreich. 1996 verstarb der Vorstand Werner Günter nach 25 Jahren treuer Schaffenskraft für die Südbund eG. Herr Thomas Müller, aus dem Mitgliederkreis, wurde daraufhin zum neuen Vorstand gewählt.
2008 steckten vor allem die Vereinigten Staaten von Amerika in der schlimmsten Finanzkrise seit 1945. Die Auswirkungen bekam auch die deutsche Heimtextilbranche zu spüren. Die Jahre dazwischen waren für die Südbund eG durchwachsen. Die Südbund eG erzielte im Jahre 2001 mit ihren Fachhandelspartnern einen Außenumsatz von mehr als 1 Milliarde DM. Von langer Hand vorbereitet startete 2002 das bundesweite Netzwerk von Südbund-Raumgestaltungsprofis unter dem Namen OBJEKTPROFI. 395 Südbund-Partner beteiligten sich im Jahr 2001 an insgesamt 19 Prospektaktionen mit einer Gesamtauflage von 13 Millionen Prospekten. Durch Managementfehler befand sich Südbund im Jahre 2003 in einer existenzbedrohlichen Ertrags- und Finanzkrise. Aufgrund dessen wurde die Vorstandschaft mit Jörg Andreas Grundmann und Ralf Fussneger auf drei hauptamtliche Vorstände erweitert. Nach sechs Jahren Tätigkeit als geschäftsführender Vorstand verließen Thomas Müller im Oktober 2003 und Ralf Fussnegger Anfang 2004 die Genossenschaft. Die Bilanz wies am Jahresende einen Fehlbetrag von 6,6 Millionen Euro auf. Im Oktober signalisierten die Banken, den Südbund finanzwirtschaftlich bei einer Neuausrichtung zu begleiten. Im November fand eine außerordentliche Generalversammlung statt, auf der sich die Mitglieder ebenfalls für den Fortbestand der Genossenschaft entschieden. Somit war der Fortbestand der Genossenschaft gesichert. Die Leser der Zeitschrift Eurodecor zeichneten die Südbund eG in den Jahren 2004 und 2005 zum besten Unternehmen in der Kategorie Fortbildungsangebote aus. Im Jahr 2005 wurden die bisherigen Südbund-Konzeptionen RAUM UND DESIGN, RAUM UND IDEE, DECODOMUS und DECO-POINT durch die neu entwickelte Dachmarke Raum3 abgelöst. Doch die Heimtextilbranche befand sich auf Talfahrt. Das bekam auch der Verband zu spüren. Das Kaufverhalten der Konsumenten war rückläufig. Um die Leistungsfähigkeit der Genossenschaft auch weiterhin zu stärken, wurde im Mai 2008 auf einer Generalversammlung für die Einführung eines Mitgliederbeitrags gestimmt. Im November 2008 trennte sich die Genossenschaft von seinem geschäftsführenden Vorstand Jörg-Andreas Grundmann. Zu seinem Nachfolger wurde Klaus Kurringer berufen, der bisher als kaufmännischer Leiter bei Südbund tätig war. Aus dem Kreis des Aufsichtsrates wurde Andreas Well als nebenamtlicher Vorstand berufen.
Am Markt zeigte sich Südbund eG mit neuem Gesicht. Durch die neugeschaffene Konstruktion eines Kundenvertrages wurde die Südbund eG wieder interessant für die Raumausstattungsbranche und die angrenzenden Gewerke. Aktuell zählt der Verband über 320 Mitglieder und 200 Kunden. Ab 2010 fanden die neu benannten Südbund-Wohntage zweimal jährlich statt. Die Messe wurde auch Nichtmitgliedern zugänglich gemacht und etablierte sich dadurch als attraktive Regionalmesse. Im Juli 2011 startete das Projekt „Bildungsnetzwerk“. Ein Zusammenschluss der größten Heimtextilverbände, die den angeschlossenen Raumausstattern die Möglichkeit der Weiterbildung in großem Umfang anbieten können. Auch das Sortiment wurde stetig erweitert. Mit dem Geschäftsjahr 2011 hatte sich die SÜDBUND eG aus der angespannten und existenzbedrohenden Ertrags- und Finanzkrise aktiv herausbewegt. Die Vorjahreszahlen im Bereich des Umsatzes konnten erstmals seit 2001 übertroffen werden. Dadurch konnte eine Senkung des Mitgliederbeitrages vorgenommen werden.
Die Veranstaltungen der Genossenschaft standen im Jahr 2012 im Zeichen der 80-jährigen Firmengeschichte. 2013 konnte sich Südbund 37 neue Kunden und zweistellige Zuwachsraten im Bereich der Eigenkollektionen Dekostoffe und Teppichboden holen. Mit einer Steigerung auf 1.500 Besucher waren die Südbund Wohntage zu einer der größten Regionalmessen in Deutschland gewachsen. Mit 34 neuen Anschlusshäusern konnte das bei den Heimtextilien-Verbänden nicht übliche Wachstum positiv fortgeführt werden. Der Bereich der Eigenkollektionen wurde um die Produktgruppe Designboden und Tapeten erweitert. Den Mitgliedern und Kunden der Genossenschaft stehen heute neben der Warenbeschaffung und dem Marketing zahlreiche Dienstleistungen im Bereich Warenwirtschaft, Ladenbau, Weiterbildung, ERFA-Arbeit, Versicherungen, Energie, Kommunikation und Rechtsberatung zur Verfügung.

## Organisationsstruktur
Mehr als 40 Mitarbeiter im Innen- und Außendienst kümmern sich um die Belange der Mitglieder und Kunden. Geleitet wird das Team von dem geschäftsführenden Vorstand Klaus Kurringer. Er wird vom nebenamtlichen Vorstand Andreas Well unterstützt. Die zweite Führungsebene besteht aus kaufmännischer Leitung, dem Prokuristen Norbert Pittelkow, Vertriebsleitung Peter Heinisch und Marketingleitung Bernhard Hehn. Der Aufsichtsrat als Interessenvertretung der Mitglieder setzt sich aktuell aus den Mitgliedern Thomas Reusch, Volker Martin, Uwe Krebs und Mathias Metzler zusammen. Aufsichtsratsvorsitzender ist Mathias Metzler. Stellvertretender Aufsichtsratsvorsitzender ist Thomas Reusch, Schriftführer ist Volker Martin.